# Synanthedon hadassa
Synanthedon hadassa is een vlinder uit de familie wespvlinders (Sesiidae), onderfamilie Sesiinae.
De naam Synanthedon hadassa is, als Aegeria hadassa, voor het eerst geldig gepubliceerd door Meyrick in 1932. Het type (twee syntypes) werd verzameld op 20 april 1932 door H. Hargreaves, in Kampala, Oeganda. Het wordt bewaard in BMNH. De naam werd in 2012 door Bartsch & Berg tot de synoniemie van Camaegeria aristura (Meyrick, 1931) gereduceerd.